# Jesús Rosendo
Rosendo  Prado est un nom espagnol. Le premier nom de famille, en général paternel, est Rosendo ; le second, en général maternel, souvent omis, est Prado.
Jesús Rosendo Prado, né le 16 mars 1982 à Carmona, est un coureur cycliste espagnol. Le 3 mai 2010, l'Union cycliste internationale demande l'ouverture d'une procédure disciplinaire à son encontre « pour violation apparente du Règlement Antidopage, sur la base des informations apportées par le profil sanguin inclus dans son passeport biologique ».

## Palmarès
- 2004
  - 5eb étape du Tour de Tarragone
- 2011
  - 5ea étape de la Rutas de América
- 2013
  - Champion d'Andalousie sur route

## Résultats sur les grands tours

### Tour d'Espagne
- 2007 : 145e
- 2008 : 116e
- 2009 : 106e
- 2011 : 99e
- 2012 : non-partant (19e étape)

## Classements mondiaux
| Année            | 2008   | 2009 | 2010 | 2011   |
| ---------------- | ------ | ---- | ---- | ------ |
| UCI America Tour |        |      |      | 274e   |
| UCI Europe Tour  | 1 139e |      |      | 1 081e |